# Матіас К'єле
Матіас Уллеренг К'єле (норв. Mathias Ullereng Kjølø, (нар. 27 червня 2001, Осло, Норвегія) — норвезький футболіст, півзахисник нідерландського клубу «Твенте» та молодіжної збірної Норвегії.

## Клубна кар'єра
Матіас К'єле народився в Осло і з 2017 року займався футболом в академії столичного клубу «Волеренга». Та вже за рік молодого таланта помітили агенти нідерландського клубу ПСВ і спочатку Матіас відправився в ПСВ на правах оренди та вже згодом клуби узгодили перехід футболіста на повноцінній основі.
З 2019 року К'єле є гравцем молодіжної команди ПСВ «Йонг ПСВ», що виступає в Еерстедивізі. 11 січня 2020 року він зіграв свій перший матч у цьому турнірі. А вже у листопаді того року дебютував у першій команді ПСВ у матчі Ередивізі.

## Збірна
У 2018 році Матіас К'єле у складі збірної Норвегії (U-17) брав участь у юнацькому чемпіонаті Європи, де разом з командою дістався 1/4 фіналу, хоча на турнірі зіграв лише в одному поєдинку.

## Досягнення
Особисті досягнення
- Команда місяця Ередивізі: квітень 2024[5]